# Millionærdrengen (film fra 1936)
 For alternative betydninger, se Millionærdrengen. (Se også artikler, som begynder med Millionærdrengen)
Millionærdrengen er en dansk film fra 1936. Baseret på bogen med samme titel (1909) af Walter Christmas (1861–1924). Rig dreng gør oprør mod miljøet.
- Manuskript Kjeld Abell
- Instruktion A.W. Sandberg

## Medvirkende
Blandt de medvirkende kan nævnes:
- Finn Mannu
- Sigurd Langberg
- Peter Malberg
- Tove Arni
- Ebbe Rode
- Karen Lykkehus
- Mathilde Nielsen
- Astrid Neumann
- Petrine Sonne
- Charles Wilken
- William Bewer
- Eigil Reimers
- Poul Müller
- Poul Reichhardt
- Henry Nielsen

## Eksterne links
- Millionærdrengen på Internet Movie Database (engelsk)
- Millionærdrengen på Filmdatabasen
- Millionærdrengen på danskefilm.dk
- Millionærdrengen på danskfilmogtv.dk
- Millionærdrengen på The Movie Database (engelsk)